# Sándor Bárdosi
Sándor Bárdosi (29 aprile 1977) è un ex lottatore ungherese, specializzato nella lotta greco-romana.

## Palmarès

### Olimpiadi
- 1 medaglia:
  - 1 argento (Sydney 2000 negli 85 kg)